# Markus Winkelhock
Markus Winkelhock (* 13. Juni 1980 in Stuttgart-Bad Cannstatt) ist ein deutscher Automobilrennfahrer. Er ist der Sohn des 1985 tödlich verunglückten Rennfahrers Manfred Winkelhock und Neffe von Joachim und Thomas Winkelhock.

## Karriere

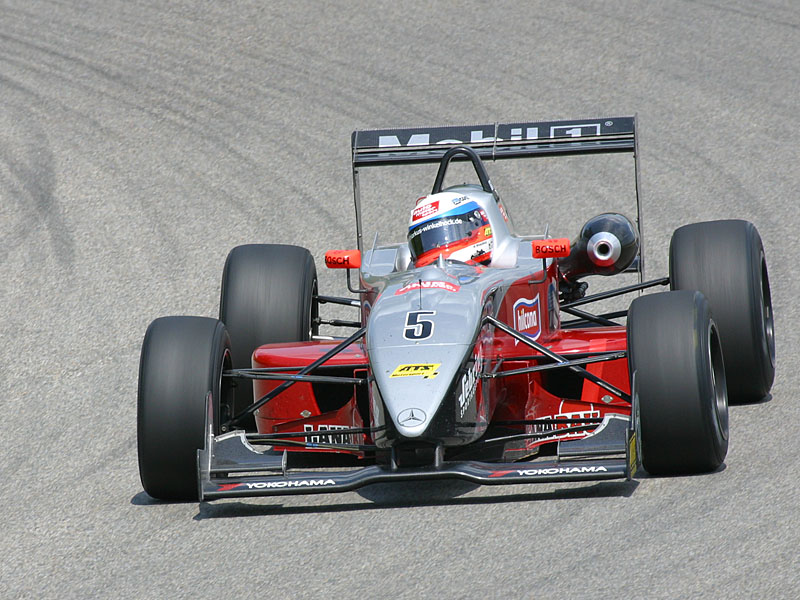
Winkelhock in der Deutschen Formel 3 im Jahr 2002

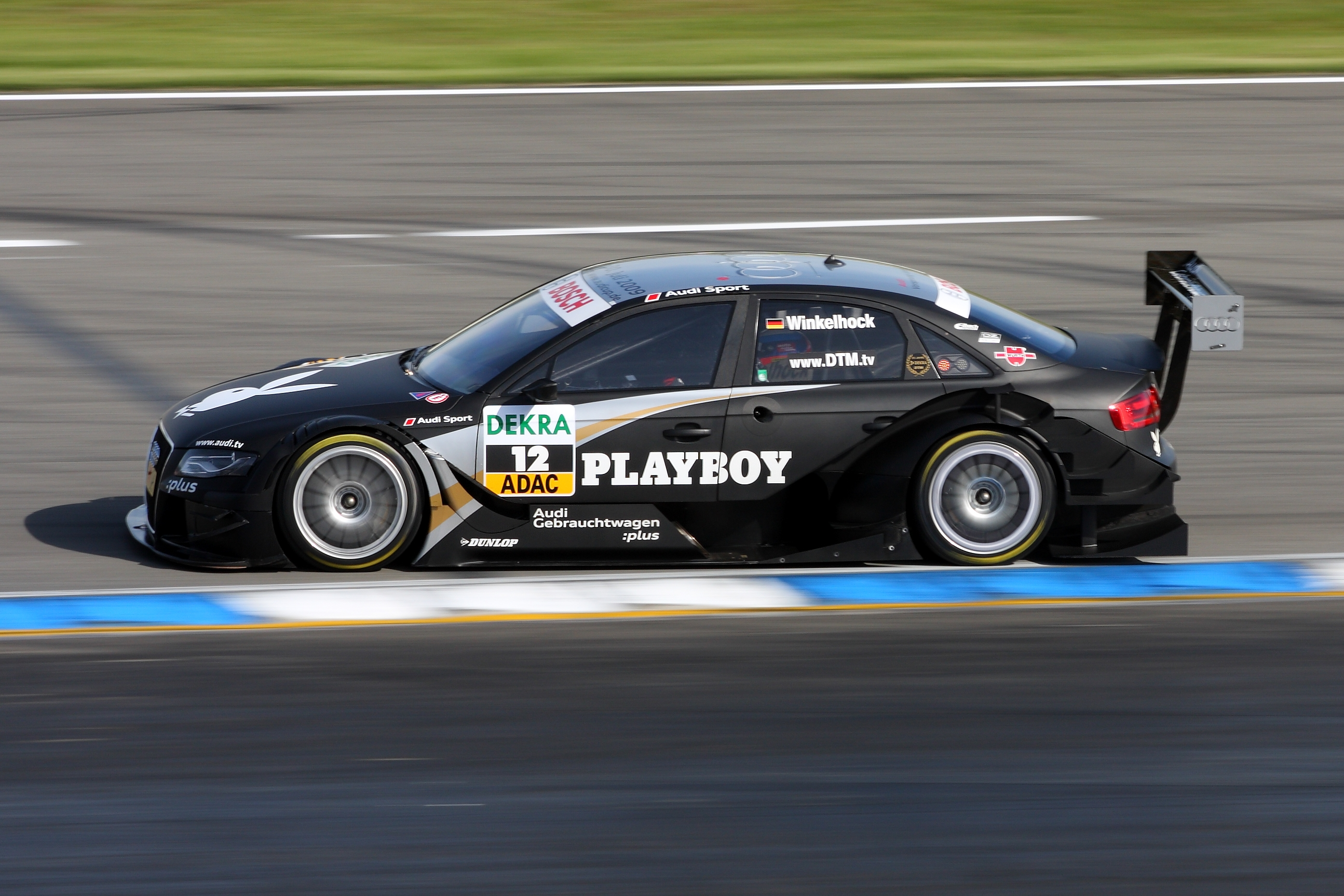
Markus Winkelhock beim DTM-Saisonauftakt 2009 am Hockenheimring

Markus Winkelhocks Karriere begann 1998 in der Formel König. Nach zwei Jahren Formel Renault fuhr er bis 2003 Formel 3. Im Jahr 2004 war er für das Team Persson Motorsport in einem AMG-Mercedes-Benz CLK in der DTM am Start, wechselte am Saisonende dann aber wieder in den Monoposto, diesmal in der stark motorisierten World Series-Variante der Formel Renault und wurde Dritter in der Meisterschaft.
Für 2006 unterschrieb Winkelhock einen Vertrag als Testfahrer beim Formel-1-Team MF1 Racing. Insgesamt vier Mal durfte er an Freitagstrainings in den Midland-Boliden steigen und hinterließ einen achtbaren Eindruck.
Dies veranlasste das Midland-Nachfolgeteam Spyker, Winkelhock auch 2007 als Testfahrer unter Vertrag zu nehmen.
Winkelhock fuhr 2007 in der DTM für den verletzten Audi-Fahrer Tom Kristensen auf dem EuroSpeedway und in Brands Hatch. Ab Mugello ersetzte er Adam Carroll, der in die GP2-Serie zurückwechselte.
Am 22. Juli 2007 gab Markus Winkelhock als Ersatz für den bei Spyker entlassenen Christijan Albers beim Großen Preis von Europa auf dem Nürburgring sein Debüt in der Formel-1-Weltmeisterschaft. Dort übernahm er nach einsetzendem Regen in der zweiten Runde die Führung, da er nach der Einführungsrunde als einziger auf Regenreifen aus der Boxengasse gestartet war. Diese Position konnte er über sechs Runden halten, fiel beim Neustart nach einer Rennunterbrechung allerdings bis auf Rang 15 zurück und musste das Rennen dann wegen technischer Probleme beenden.
Von 2008 bis 2010 fuhr Winkelhock in der DTM für das Team Rosberg mit einem Vorjahresmodell des Audi A4. Mit 6 Punkten erreichte er 2008 am Ende der Saison Platz 12 in der Fahrerwertung. Im Jahr darauf konnte sich Winkelhock noch einmal steigern und wurde mit zwei vierten Plätzen und elf Punkten Zehnter in der Meisterschaft, noch vor Mercedes-Benz-Neuwagenpilot Ralf Schumacher. 2011 fährt Winkelhock nicht mehr in der DTM, da er von Audi keinen Vertrag mehr bekam.
2011 und 2012 fuhr Markus Winkelhock in der FIA-GT1-Weltmeisterschaft für das Team Münnich Motorsport. In der Saison 2011 fuhr er einen Lamborghini Murciélago LP 670 RS-V. 2012 wurde er auf einem Mercedes-Benz SLS AMG GT3 Fahrer- und Team-Weltmeister.
Vom 26. Juni 2012 bis 12. Mai 2017 hielt Markus Winkelhock mit 8:09,099 den Rundenrekord für elektrisch angetriebene Serienfahrzeuge auf der Nürburgring Nordschleife, aufgestellt in einem Audi R8 e-tron. Im Anschluss stellte Markus Winkelhock mit 16:56,969 auch den Rekord für zwei aufeinanderfolgende Runden in einem elektrisch angetriebenen Fahrzeug auf, ebenfalls in einem Audi R8 e-tron.
2017 gewann Winkelhock im Land-Team mit de Phillippi/Mies/van der Linde in einem Audi R8 LMS das 24-Stunden-Rennen auf der Nordschleife des Nürburgrings. Nur ein paar Wochen später konnte er auch das 24-Stunden-Rennen im belgischen Spa-Francorchamps gewinnen. Den siegreichen R8 LMS steuerte er zusammen mit Christopher Haase und Jules Gounon. Es ist sein zweiter Erfolg nach dem Sieg im Jahr 2014.
2020 wurde er auf derselben Strecke Zweiter.
Gemeinsam mit Dries Vanthoor gewann Winkelhock im Oktober 2017 den achten Lauf zur VLN Langstreckenmeisterschaft Nürburgring. Seit 2019 fährt Winkelhock in der GTC-Rennserie einen Audi R8 LMS GT3, der mit dem Space Drive-System des Unternehmens Paravan ausgerüstet ist. Alle Lenkbefehle Winkelhocks werden nicht mechanisch, sondern elektronisch per Steer-by-Wire verarbeitet. Im August 2021 gab er für das Team Abt Sportsline sein DTM-Comeback in einem mit der gleichen Technologie ausgerüsteten Audi R8 LMS.

## Trivia
Der ehemalige Mercedes-Motorsportchef Norbert Haug war Trauzeuge bei der Hochzeit von Winkelhocks Eltern.

## Statistik

### Statistik in der Formel-1-Weltmeisterschaft

#### Gesamtübersicht
| Saison | Team                        | Chassis       | Motor          | Rennen | Siege | Zweiter | Dritter | Poles | schn. Rennrunden | Punkte | WM-Pos. |
| ------ | --------------------------- | ------------- | -------------- | ------ | ----- | ------- | ------- | ----- | ---------------- | ------ | ------- |
| 2007   | Etihad Aldar Spyker F1 Team | Spyker F8-VII | Ferrari 2.4 V8 | 1      | –     | –       | –       | –     | –                | –      | –       |
| Gesamt | Gesamt                      | Gesamt        | Gesamt         | 1      | –     | –       | –       | –     | –                | –      |         |

#### Einzelergebnisse
| Saison | 1 | 2 | 3 | 4 | 5 | 6 | 7 | 8 | 9   | 10 | 11 | 12 | 13 | 14 | 15 | 16 | 17 |
| ------ | - | - | - | - | - | - | - | - | --- | -- | -- | -- | -- | -- | -- | -- | -- |
| 2007   |   |   |   |   |   |   |   |   |     |    |    |    |    |    |    |    |    |
|        |   |   |   |   |   |   |   |   | DNF |    |    |    |    |    |    |    |    |

| Legende  | Legende            | Legende                                                          |
| Farbe    | Abkürzung          | Bedeutung                                                        |
| -------- | ------------------ | ---------------------------------------------------------------- |
| Gold     | –                  | Sieg                                                             |
| Silber   | –                  | 2. Platz                                                         |
| Bronze   | –                  | 3. Platz                                                         |
| Grün     | –                  | Platzierung in den Punkten                                       |
| Blau     | –                  | Klassifiziert außerhalb der Punkteränge                          |
| Violett  | DNF                | Rennen nicht beendet (did not finish)                            |
| Violett  | NC                 | nicht klassifiziert (not classified)                             |
| Rot      | DNQ                | nicht qualifiziert (did not qualify)                             |
| Rot      | DNPQ               | in Vorqualifikation gescheitert (did not pre-qualify)            |
| Schwarz  | DSQ                | disqualifiziert (disqualified)                                   |
| Weiß     | DNS                | nicht am Start (did not start)                                   |
| Weiß     | WD                 | zurückgezogen (withdrawn)                                        |
| Hellblau | PO                 | nur am Training teilgenommen (practiced only)                    |
| Hellblau | TD                 | Freitags-Testfahrer (test driver)                                |
| ohne     | DNP                | nicht am Training teilgenommen (did not practice)                |
| ohne     | INJ                | verletzt oder krank (injured)                                    |
| ohne     | EX                 | ausgeschlossen (excluded)                                        |
| ohne     | DNA                | nicht erschienen (did not arrive)                                |
| ohne     | C                  | Rennen abgesagt (cancelled)                                      |
| ohne     | keine WM-Teilnahme |                                                                  |
| sonstige | P/fett             | Pole-Position                                                    |
| sonstige | 1/2/3/4/5/6/7/8    | Punktplatzierung im Sprint-/Qualifikationsrennen                 |
| sonstige | SR/kursiv          | Schnellste Rennrunde                                             |
| sonstige | *                  | nicht im Ziel, aufgrund der zurückgelegten Distanz aber gewertet |
| sonstige | ()                 | Streichresultate                                                 |
| sonstige | unterstrichen      | Führender in der Gesamtwertung                                   |

### Sebring-Ergebnisse
| Jahr | Team                      | Fahrzeug          | Teamkollege      | Teamkollege      | Teamkollege    | Platzierung | Ausfallgrund |
| ---- | ------------------------- | ----------------- | ---------------- | ---------------- | -------------- | ----------- | ------------ |
| 2014 | Flying Lizard Motorsports | Audi R8 LMS ultra | Spencer Pumpelly | Alessandro Latif | Nelson Canache | Rang 33     |              |